# 吳悌
吳悌（1502年—1568年），字思誠，號踈山，江西撫州府金谿縣人，明朝政治人物。

## 生平
江西鄉試第四十九名舉人，嘉靖十一年（1532年）壬辰科第三甲第一百零一名進士。禮部觀政，除乐安知县，调繁宣城。倜傥有才，讨明学术。为政首重伦纪。有夫鬻妻者，必还妻而惩其夫。岁祲，出公帑令强干吏糶之封外，粜之封内，民以无饥。用介特忤当事，遂借前令逋赋为悌罪。邑人惧失悌，争为完逋，而悌亦怡然。陞監察御史。吳悌厭惡嚴嵩擅政，養病家居。二十年餘，起復監察御史，陞太常寺少卿，提督四夷館，歷官南京太僕寺卿、南京大理寺卿。隆慶初年，官南京刑部右侍郎，不久卒。謚文莊。

## 家族
曾祖吳紹賢；祖吳福臨；父吳望；母朱氏。具慶下，妻車氏，弟怡；悅，子仁慶（州同知）；仁傑；吴仁度（己卯進士中書舍人）；仁廣（生員），孫元；啟种；啟秋；啟穗；啟穆；陞（曾孫）。

## 延伸阅读
[在维基数据编辑]
 《明史卷二百八十三》，出自《明史》